# Пашенки
Пашенки (пол. Paszenki) — село в Польщі, у гміні Яблонь Парчівського повіту Люблінського воєводства. Населення — 421 особа (2011).

## Історія
1717 року вперше згадується церква східного обряду в селі.
У часи входження до складу Російської імперії належало до Радинського повіту Сідлецької губернії. За даними етнографічної експедиції 1869—1870 років під керівництвом Павла Чубинського, у селі здебільшого проживали греко-католики, усе населення розмовляло українською мовою.
У міжвоєнні 1918—1939 роки польська влада в рамках великої акції руйнування українських храмів на Холмщині і Підляшші перетворила місцеву православну церкву на римо-католицький костел.
У 1975—1998 роках село належало до Білопідляського воєводства.

## Населення
Демографічна структура станом на 31 березня 2011 року:
|          | Загалом | Допрацездатний вік | Працездатний вік | Постпрацездатний вік |
| -------- | ------- | ------------------ | ---------------- | -------------------- |
| Чоловіки | 211     | 33                 | 143              | 35                   |
| Жінки    | 210     | 42                 | 109              | 59                   |
| Разом    | 421     | 75                 | 252              | 94                   |